# Shine a Light (canción de The Rolling Stones)
«Shine a Light» —en español: «Brilla una luz»— es una canción de la banda de rock inglesa The Rolling Stones, acreditada a Mick Jagger y Keith Richards, incluida en su álbum doble Exile on Main St. lanzado en 1972.

## Composición y grabación
A pesar de que está acreditada al dúo de compositores de la banda, Mick Jagger y Keith Richards, «Shine a Light» fue casi enteramente compuesta por Jagger. Comenzó a escribirla a principios de 1968 cuando la banda todavía contaba con su antiguo guitarrista Brian Jones y su título original era «Get a Line On You», que hablaba sobre él, cada vez más hundido en su adicción a las drogas.
Si bien la canción fue un "descarte" de Beggars Banquet, Mick Taylor la reinventó junto con Mick Jagger. En el demo se puede escuchar a Mick Taylor luciendo dos poderosos solos de guitarra junto a la potente voz de Jagger. Finalmente Jagger le añadió coros en góspel y Taylor se encargó del bajo y de la guitarra, adecuando mejor el clímax a la canción.
Esta versión final incluyó también al productor de los Stones Jimmy Miller en la batería. Según Wyman, tocó bajo en la canción y Taylor fue acreditado erróneamente en ese rol, habiendo señalado el error a través de una copia anticipada del álbum. Él también dice que él tocó el bajo en más pistas que se especificaron en los créditos del álbum y que Jagger había publicado los créditos incorrectos.
También se presentan en la canción los coros de Clydie King, Joe Green, Venetta Fields y Jesse Kirkland. Billy Preston aportó tanto el piano como el órgano para la grabación e influyó claramente en Jagger y en la canción mientras se mezclaba el álbum en Los Ángeles. Jagger afirma que las visitas a la iglesia local de Preston inspiraron las influencias góspel en la grabación final mientras que Richards estaba ausente en estas sesiones. Una versión alternativa sin los coros y con un solo de guitarra diferente de Mick Taylor fue lanzado en los bootlegs.

## Lanzamiento y legado
Después de la publicación del álbum, Allen Klein demandó a los Rolling Stones por incumplimiento de contrato, ya que «Shine a Light» y otras cuatro canciones fueron compuestas mientras la banda mantenía relación contractual con ABKCO. Ésta había adquirido los derechos de publicación de las canciones, por lo que debía recibir una participación en los beneficios de Exile on Main St. y pudo lanzar otro álbum de canciones de The Rolling Stones publicadas anteriormente, More Hot Rocks (Big Hits & Fazed Cookies).
«Shine a Light» entró por primera vez en el setlist de Stones durante el Voodoo Lounge Tour, y las actuaciones en vivo de la canción de esta época fueron incluidas en el álbum Stripped (1995) y su edición Totally Stripped (2016). Los Stones tocaron la canción de vez en cuando durante el Bridges to Babylon Tour (1997-98) y A Bigger Bang Tour (2005-07). La canción dio su nombre a una película de Martin Scorsese, editada en 2008, que muestran el registro de las actuaciones de los Stones en el Beacon Theatre. De la presentación del 29 de octubre de 2006 fue tomada la banda de sonido Shine a Light.

## Personal
Acreditados:
- Mick Jagger: voz.
- Mick Taylor: guitarra eléctrica.
- Bill Wyman: bajo.
- Jimmy Miller: batería.
- Billy Preston: piano, órgano.
- Clydie King: coros.
- Joe Green: coros.
- Venetta Field: coros.
- Jesse Kirkland: coros.

## Versiones de Leon Russell
Una versión de la canción bajo el título «(Can't Seem To) Get a Line on You», fue hecha por Leon Russell en los estudios Olympic en octubre de 1969. Contó con la participación de Jagger (voz principal), Charlie Watts (batería), el propio Leon Russell (piano) y probablemente también Bill Wyman (bajo) y Mick Taylor (guitarra). La grabación fue hecha durante las sesiones de grabación para el álbum Leon Russell (1970), en el cual tanto Watts como Wyman contribuyeron en algunas pistas. Sin embargo, la canción fue archivada hasta 1993, cuando finalmente apareció como bonus track.